# أندريسا أوراخ
أندريسا أوراخ (بالبرتغالية: Andressa Urach) وإسمها الكامل أندريسا دي فافيري أوراخ (بالبرتغالية: Andressa de Faveri Urach) وهي عارضة أزياء وسيدة أعمال وشخصية تلفزيونية برازيلية ولدت في يوم 11 أكتوبر 1987 في مدينة إجوي في ريو غراندي دو سول في البرازيل لأب برازيلي وأم إيطالية. وقد اشتهرت بتمثيلها في الموسم السادس من مسلسل المزرعة.

## وصلات خارجية
- أندريسا أوراخ على موقع IMDb (الإنجليزية)
- أندريسا أوراخ على موقع ميوزك برينز (الإنجليزية)

- أندريسا أوراخ على قاعدة بيانات الأفلام على الإنترنت